# DICE (宇浦冴香のアルバム)
『DICE』（ダイス）は、日本の女性歌手、宇浦冴香の1枚目のミニアルバム。

## 収録曲
1. 現在進行形
作詞：宇浦冴香　作曲・編曲：岡本仁志
Princess Kansai 2008 公式テーマソング
テレビ東京「PVTV」3月度オープニングテーマ
2. TRIGGER
作詞：宇浦冴香　作曲：大野愛果　編曲：葉山たけし
3. Ending Song
作詞：宇浦冴香　作曲：岩井勇一郎　編曲：葉山たけし
4. LAST TEEN
作詞：宇浦冴香　作曲：細井真人　編曲：葉山たけし
5. 走り出すまだ見ぬ未来の果てへ
作詞：宇浦冴香　作曲：大野愛果　編曲：葉山たけし
6. ここじゃない場所で
作詞：宇浦冴香　作曲：岡本仁志　編曲：葉山たけし

## 参加ミュージシャン
- 岡本仁志（GARNET CROW） - ギター、ベース(#1)
- 葉山たけし - ギター、ベース(#2 - 6)
- 岩井勇一郎（三枝夕夏 IN db） - ギター(#3)